# Mathieu Dumas

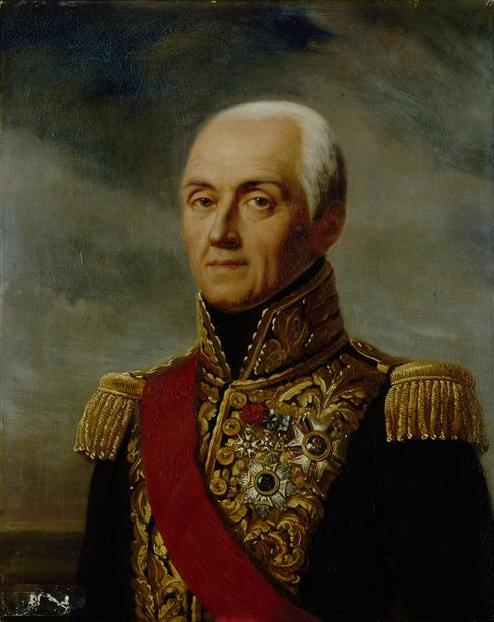
Generał Mathieu Dumas

Mathieu Dumas (ur. 23 listopada 1753 w Montpellier, 16 października 1837 w Paryżu) – francuski generał.
Do służby wojskowej wstąpił w wieku 15 lat. Brał udział w wojnie o niepodległość Stanów Zjednoczonych, z której wrócił do Francji w stopniu majora. Brał udział we wszystkich wojnach napoleońskich.

## Publikacje
Oprócz "Précis des événements militaires", które są wartościowym źródłem historycznym tego okresu, pisał pamiętniki "Souvenirs du lieutenant-général Comte Mathieu Dumas", które po jego śmierci opublikował syn.